# Diplusodon heringeri
Diplusodon heringeri är en fackelblomsväxtart som beskrevs av A. Lourteig. Diplusodon heringeri ingår i släktet Diplusodon och familjen fackelblomsväxter. Inga underarter finns listade i Catalogue of Life.